# Coptis deltoidea
Coptis deltoidea är en ranunkelväxtart som beskrevs av Ching Yung Cheng och Hsiao. Coptis deltoidea ingår i släktet Coptis och familjen ranunkelväxter. Inga underarter finns listade i Catalogue of Life.